# Португальская колонизация Америки
Португальская колонизация Америки — процесс заселения Американского континента португальцами, продолжавшийся с 1500 по 1822 годы.

## История

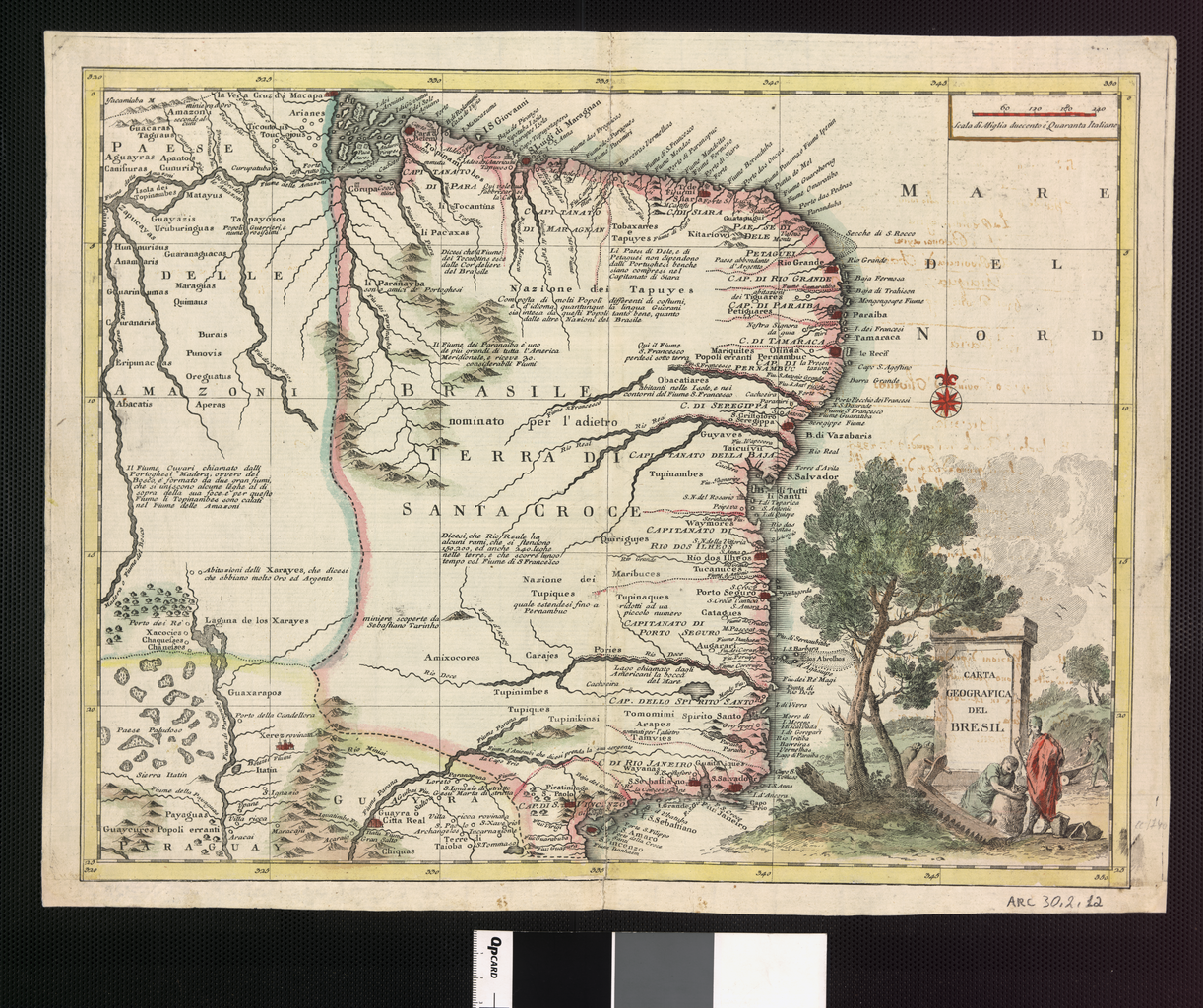
Бразилия 1658

Во время второй экспедиции Васко да Гамы, чтобы избежать встречных ветров, корабли поплыли на юго-запад. 22 апреля 1500 года корабли Васко да Гамы оказались на побережье Южной Америки, где сразу были основаны колонии.

### Бразилия
Бразилия являлась самой большой колонией Португалии. Португалия удерживала её территорию более чем 300 лет - с 1500 по 1822 годы, пока Бразилия не объявила независимость.
Монополизировав всю торговлю с Бразилией, Португалия удерживала в руках существенную часть доходов, полученных от колонии, что приводило к росту недовольства среди колонистов.

### Поселения вУругвае
Колония-дель-Сакраменто является столицей департамента Колонии и находится на границе реки Ла-Плата и реки Уругвай. Колония, как ещё сокращенно называют этот город, является единственным уругвайским городом португальского происхождения на берегу реки Ла-Плата, самый близкий к Буэнос-Айресу. С португальского название поселения можно перевести как «город таинства». Современный вариант звучит по-испански «Колония-дель-Сакраменто».
Исторический центр города был основан в 1680 г. как военная крепость, а в 1995 г. был признан ЮНЕСКО Историческим наследием человечества — это настоящая жемчужина колониальной эпохи. Население города — всего 10 тыс. человек. Город примечателен смесью португальского и испанского архитектурных стилей. Город сохранил свое историческое наследие, о чём говорят колониальные строения, подъемные мосты, узкие мощеные улочки, ведущие к реке, где до сих пор действуют старые маяки и площади центра города.
В настоящее время Колония-дель-Сакраменто представляет собой тихий туристический городок, на пляжах которого любят проводить выходные аргентинцы из Буэнос-Айреса. Кроме индустрии туризма, город живёт за счет работы порта, кожевенных, текстильных и мясоперерабатывающих предприятий.

### Сисплатина
Провинция Соединённого королевства Португалии, Бразилии и Алгарве, а впоследствии — Бразильской империи, существовавшая в 1821—1828 годах. Название означает «по эту сторону Ла-Платы».

### Французская Гвиана
Французская Гвиана в период с 1809 по 1817 была оккупирована португальской Бразилией, но не являлась колонией Португалии.

### Барбадос
Барбадос — государство в Вест-Индии на одноимённом острове в группе Малых Антильских островов, на востоке Карибского моря. Так как расположен относительно недалеко от Южно-Американского континента на Барбадос на короткое время претендовала Португальская империя. Португалия получила его в 1536. Точная дата отделения от Португалии неизвестно.

## Распад империи
В XIX веке из-за вторжения Наполеона в Португалию империя потеряла флот, а с ним и большую часть своего богатства и могущества. Ликвидация Наполеоном португальской монархии и последовавшая за этим потеря Бразилии и экономический упадок привели к прекращению экспансионизма и постепенной утрате оставшихся колоний.

## Наследие португальской колонизации
1. В данный момент Бразилия единственная португалоязычная страна в Америке.
2. В Уругвае можно наблюдать смешение португальского и испанского архитектурных стилей.